# Fanfare
«Fanfare» es una canción grabada por el grupo femenino surcoreano Twice. Fue escrita por Chiemi y producida por Louise Frick Sveen, Atsushi Shimada y Kenichi Sakamuro. Fue lanzada por Warner Music Japan el 8 de julio de 2020 y corresponde al sexto sencillo japonés de su discografía. Posteriormente, fue incluida en el tercer álbum de estudio japonés del grupo titulado Perfect World (2021).

## Antecedentes y lanzamiento
El 4 de mayo de 2020, Twice anunció a través de un vídeo en sus redes sociales que su nueva canción japonesa se titularía «Fanfare» y que sería lanzada el 8 de julio de 2020, tras su reciente EP coreano More & More, publicado el 1 de junio de ese año. El 22 de mayo, se presentó la portada del sencillo, fotos individuales conceptuales de cada una de las miembros y 30 segundos de la filmación de lo que sería el vídeo musical de la canción. En las fotografías conceptuales, las miembros expresan sus sueños y esperanzas llenando de pintura de diversos colores las paredes y sus rostros, expresándolo en grafitis. Señalaron que "los colores se utilizan para conectar el mundo y transmitirles que no importa lo que pase, el mundo está conectado, y Twice también está conectado! con el mundo".
El disco sencillo también incluye la versión japonesa de su más reciente y exitoso sencillo coreano, «More & More».
Fueron lanzadas cuatro versiones del sencillo:
- Primera edición limitada A: contiene 1 CD, 1 DVD, libro de fotos y letras de 24 páginas, 1 foto tarjeta al azar (10 tipos en total).
- Primera edición limitada B: contiene 1 CD, 1 DVD, libro de letras, 1 foto tarjeta al azar (10 tipos en total).
- Disco normal: 1 CD, libro de letras, 1 foto tarjeta al azar (10 tipos en total).
- Edición limitada de ONCE JAPAN: contiene 1 CD, pósteres de 3 × 30 veces, número de serie para la recaudación de ingresos, 2 foto tarjetas al azar (20 tipos en total).

## Composición
«Fanfare» fue escrita por Chiemi y compuesta y arreglada por Louise Frick Sveen, Atsushi Shimada y Kenichi Sakamuro. Jihyo, líder de Twice, señaló que "Fanfare expresa un mundo que parece sentirse vivo, con un Twice muy poderoso y positivo". Indicó que el concepto de la canción es "hacer que el mundo sea más brillante, concentrándose en transmitir energía y apoyo a todas las personas del mundo".

## Vídeo musical
El vídeo musical de «Fanfare» fue lanzado el 19 de junio de 2020. Una hora después de su lanzamiento, la canción se ubicó en el primer lugar de Line Music, uno de los servicios de streaming más importantes de Japón. Al 1 de agosto de 2020, el vídeo musical suma más de 22 millones de visualizaciones.

## Promoción
El 19 de junio, Twice realizó una completa entrevista en el programa Asadesu de la señal KBC de Fukuoka, Japón. Allí además realizaron una sesión de fotos especial y contaron todos los detalles del lanzamiento de «Fanfare». El 5 de julio, el grupo se presentó en el programa Shibuya Voice del canal NHK de la televisión japonesa, en donde interpretaron en vivo la canción por primera vez.

## Rendimiento comercial
«Fanfare» se ubicó en el primer lugar del ranking semanal de Oricon. Los resultados del chart consideraron las ventas del 6 al 12 de julio. Exactamente cuatro días después de su liberación, la canción llegó a vender un estimado de 177 000 copias. Además, también alcanzó la cima en la lista de Billboard Japan Hot 100.

## Lista de canciones
| CD    |                                  |                                   |                                                       |                                                       |          |  |
| N.º   | Título                           | Letras                            | Música                                                | Arreglo                                               | Duración |  |
| 1.    | «Fanfare»                        | Chiemi                            | Louise Frick Sveen, Atsushi Shimada, Kenichi Sakamuro | Louise Frick Sveen, Atsushi Shimada, Kenichi Sakamuro | 3:40     |  |
| 2.    | «More & More» (versión japonesa) | J.Y. Park, BIBI, Natsumi Watanabe | MNEK, Justin Tranter, Julia Michaels, Zara Larsson    | MNEK, J.Y. Park, Lee Hae-Sol                          | 3:20     |  |
| 3.    | «Fanfare» (Lee Hae Sol Remix)    | Chiemi                            | Louise Frick Sveen, Atsushi Shimada, Kenichi Sakamuro | Lee Hae-Sol                                           | 3:50     |  |
| 4.    | «Fanfare» (Instrumental)         |                                   | Louise Frick Sveen, Atsushi Shimada, Kenichi Sakamuro | Louise Frick Sveen, Atsushi Shimada, Kenichi Sakamuro | 3:40     |  |
| 14:30 |                                  |                                   |                                                       |                                                       |          |  |

| Edición limitada Tipo A (CD + DVD) |                                      |          |  |
| N.º                                | Título                               | Duración |  |
| 1.                                 | «Fanfare» (Music video)              |          |  |
| 2.                                 | «Fanfare» (Music video making movie) |          |  |

| Edición limitada Tipo B (CD + DVD) |                                |          |  |
| N.º                                | Título                         | Duración |  |
| 1.                                 | «Jacket Shooting Making Movie» |          |  |

## Posicionamiento en listas
| Lista (2020)                           | Mejor posición |
| -------------------------------------- | -------------- |
| Japón (Japan Hot 100)                  | 1              |
| Japón (Combined Weekly Singles Oricon) | 1              |

## Historial de lanzamiento
| País  | Fecha              | Formato                           | Sello              | Ref.   |
| ----- | ------------------ | --------------------------------- | ------------------ | ------ |
| Japón | 8 de julio de 2020 | CD DVD Descarga digital streaming | Warner Music Japan | [ 16 ] |